# Brycinus carolinae
Brycinus carolinae és una espècie de peix de la família dels alèstids i de l'ordre dels caraciformes.

## Morfologia
- Els mascles poden assolir 10,4 cm de longitud total.[3][4]

## Hàbitat
És un peix d'aigua dolça i de clima tropical.

## Distribució geogràfica
Es troba a Àfrica: riu Niandan (afluent del riu Níger a Guinea).

## Estat de conservació
Les seues principals amenaces potencials són la desforestació i les sequeres.